# 太白レーシングパーク
太白レーシングパーク（テベク・レーシングパーク、英語: Taebaek Racing Park）は、韓国・江原特別自治道太白市にあるサーキットである。

## 概要
韓国ではエバーランドスピードウェイに次いで2番目に古いサーキットで、韓国初の国際自動車連盟（FIA）公認サーキットでもある。1周は約2.35km。
主に「SUPERRACE CHAMPIONSHIP」（旧・韓国GT選手権）などが開催されているほか、2007年9月にはスーパー耐久に参戦している日本のレーシングチームを招いた特別戦を開催したこともある（なお、あくまで韓国側からの招待を受けた形であり、スーパー耐久のシリーズ戦ではない）。